# Сонетите на Шекспир
„Сонетите на Шекспир“ е наименованието на сборник от 154 сонета смятани за дело на младия лирик Уилям Шекспир и въвежда теми като преходния характер на времето, любовта, красотата и тленността. Първите 126 сонета са адресирани към един млад Приятел, последните 28 – към Смуглата дама.
През 1609 издателят Томас Торп, вероятно без съдействието и може би без знанието на автора, публикува във формат ин-кварто книгата „Сонетите на Шекспир, непечатани никога досега“, въпреки че сонети 138 и 144 са били поместени в антологията „Влюбеният пилигрим“ (The Passionate Pilgrim) още през 1599 г.
Сонетите адресирани до един млад Приятел изразяват непреодолима, обсебваща любов. И до днес е актуален дебатът, дали тази любов към Приятеля е останала платонична или не. Първите 17 сонета, чиято тема е безсмъртието чрез децата, съдържат увещания към младия джентълмен да се ожени и да създаде потомство, чрез което да обезсмърти собствената си красота, предавайки я на следващото поколение. Някои други сонети са: израз на любовта на Шекспир към младия мъж; размисли за самотата, смъртта и мимолетния живот – своеобразна критика към младия мъж, който е предпочел поет конкурент; неясни чувства към метресата на Шекспир и игра на думи с името на поета. Финалните два сонета от сборника са алегорични тълкувания на гръцки епиграми (кратко сатирично стихотворение) отнасящи се до „малкия бог на любовта“ Купидон.

## Посвещение
Сборникът от сонети включва и посвещение към „У. Х.“. Идентичността на лицето остава мистерия и от 19 в. е причина за множество спекулации. Най-вероятните кандидати адресати на посвещението са двама: Хенри Ризли (Henry Wriothesley), граф Саутхамптън, на когото Шекспир е посветил двете си поеми; и Уилям Хърбърт (William Herbert), граф Пембрук, комуто Хеминдж и Кондел посвещават своето издание на Шекспировите творби. Тези предположения са свързани с факта, че изданието на Торп е посветено „на единствения породител на следващите сонети, мистър W. H.“, но това „мистър“ не подхожда за графове, а и посвещението е подписано с инициалите не на Шекспир, а на издателя, така че не е изключено въпросният W. H. да е „породил“ само издаването на книгата.

## Структура на сонетите
Почти изцяло (с три изключения) 154-те сонета са във формата на така наречения английски сонет. Тя се състои от три четиристишия, обикновено в петостъпен ямб, и един римуван куплет накрая, който има функцията да синтезира основната идея на сонета. Това всъщност е и най-често използваната метрика в шекспировите пиеси.
Звуковата организация е abab/cdcd/efef/gg. Сонетите използващи тази организация са познати още като шекспировски сонети. Често, началото на третото четиристишие бележи обрат, или това е строфата, в която настроението на сонета се променя и поетът изразява откровение или прозрение.
Има и няколко изключения от типичната форма на английския сонет: това са сонети 99, 126 и 145. 99 – ти има 15 строфи. 126 – ти е съставен от шест двойки и два бели стиха обозначени със скоби в курсив. 145 – ти е в четиристъпен, а не в петостъпен ямб. Има и още една вариация на стандартната структура, чиито пример може да бъде открит в сонет 29. Там нормалната рима на сонета е изменена посредством повторение на b от първото четиристишие в третото, където би трябвало да стои f (т.е. abab/cdcd/ebeb/gg).

## Персонажи
Има три основни персонажа, към които лирическият Аз се обръща. Това са младият Приятел, Поетът съперник и Смуглата дама. Аз-ът изразява възхищения от красотата на младия Приятел, а по-късно завързва любовна игра със Смуглата дама. Не е сигурно, дали зад героите на сонетите стоят първообрази на реални личности, или са изцяло измислени. Някои изследователи на шекспировите сонети, особено А. Л. Роуз, са склонни да идентифицират персонажите с исторически личности.

### Младият Приятел
Младият Приятел е неизвестният млад мъж към когото са насочени/адресирани сонетите от 1 до 126. Някои изследователи, взимайки предвид романтичния език на изразяване в тази поредица от сонети, предполагат интимна връзка между двамата; други разглеждат връзката само като платонична.
По-ранните сонети в тази първа част представят предимствата на брака и сдобиването с наследници. Известният 18-и сонет драматично сменя тона към повече интимност и обръща вниманието към темата за безсмъртието дарено от поезията. В 20-и сонет на читателя особено настоятелно се загатва, че младият Приятел определено не е жена. Повечето от следващите сонети описват възторгът и разочарованието от любовните авантюри, чиято кулминация е бурното увлечение на героя по Смуглата дама. На сложната връзката между тримата герои е сложен край, когато младият Приятел се оттегля, неспособен да противостои на обаятелната Дама (сонет 144).
Съществуват множество опити младият мъж да бъде идентифициран. Едно от предположенията е, че зад шекспировия образ се крие някогашният му покровител, Хенри Ризли, граф Саутхемптън. От друга страна обаче има спекулации и относно покровителят на Шекспир от по-късен период, а именно Уилям Хербърт, познат още като граф Пембрук. Друга интересна теория, загатната в краткия разказ на Оскар Уайлд „Портретът на У.Х.“, е че сонетите са посветени на млад актьор на име Уилям Хъджис. Въпреки това историята на Уайлд по никакъв начин не представлява доказателство за съществуването на подобна реална личност.

### Смуглата дама
Частта от сонети посветена на Смуглата дама (сонети 127 – 154) се различава от частта с младия Приятел, с това че е изключително наситена с любовни и страстни изживявания. Като най-отличителен в тази част е сочен сонет 151, който бива характеризиран като „непристоен“ и много умело илюстрира разликата между чисто духовната обич към младия Приятел и плътската любов към Смуглата дама. Тук трябва да се спомене и обстоятелството, че английският език има само една дума – „love“, за българските „любов“ и „обич“. Това от гледна точка на българския превод представлява своеобразно затруднение, тъй като не е ясно (особено в сонетите за Приятеля), дали Шекспир е имал предвид тогавашния култ към мъжката дружба и уважение, или нещо повече. Разликата между двете части в повечето случаи се изтъква още във въведението на съвременните издания на сонетите.
Наименованието на Смуглата дама идва от самия контекст на сонетите – в тях тя има черна коса и по-тъмна кожа. Както при младия Приятел, така и при Смуглата дама са налице множество опити да бъде свързана с реални исторически личности като Мери Фиттон (Mary Fitton), Емилия Ланиър (Emilia Lanier) и други.

### Поетът съперник
Идентичността на Поета съперник и до днес остава забулена в мистерия. Сред възможните предположения са Кристофър Марлоу, Джордж Чапмън или обединяване на няколко шекспирови съвременници. Въпреки това няма доказателство, че героят има съответствие в реалността. Сонетите за Поета съперник се намират непосредствено в частта за младия Приятел (сонети 78 – 86), а Аз-ът се конкурира с него за слава, пари и покровителство.

## Теми
Смята се че шекспировите сонети са своеобразна пародия на 300-годишната традиция водеща началото си от любовните сонети на Петрарка; Шекспир съзнателно обръща наопаки условността при половете (противно на очертаните в сонетите на Петрарка образи), за да придаде по-детайлно сложния образ на човешката любов. Шекспир си играе с ролята на половете (20), коментира събития от политиката (124), осмива любовта (128), открито се изразява относно сексуалния порив (129), пародира красотата (130).

## Наследството на Шекспир
Сонетите на Шекспир могат да бъдат разглеждани като прототип или дори като начало на нов вид „съвременна“ любовна лирика. През 18 в. „Сонетите“ не били особено популярни в Англия; едва през 1805 г. се признава приноса на Джон Милтън за съвършенството на английския сонет. Като част от възникналия наново интерес към творчеството на Шекспир, което също така съпътства и течението на Романтизма, сонетите все повече се радват на добра репутация и през 19 в.
Сонетите имат огромна културна значимост и влияние. Преведени са на почти всички официални писмени езици, включително немски, френски, италиански, японски, турски, испански, португалски, африканс, албански, арабски, иврит, уелски, идиш, есперанто и много други.

## Издания
Както всички други творби на Шекспир, така и Сонетите са преиздавани многократно на български език. Българската рецепция на Шекспировите Сонети има дългогодишна история. Първият пълен превод на Сонетите е направен от Владимир Свинтила и е публикуван през 1956 г. Това е единственият пълен превод на български до 1992 г., когато се появява преводът на Валери Петров. Следват преводи от Борис Мархолев, Евгения Панчева, Кирил Кадийски. През последните 10 години различни издателства пускат на пазара нови издания от споменатите преводачи. През 2016 по случай навършването на 400 години от смъртта на Шекспир в България излезе друго двуезично издание на 154-те сонета на Барда.
- Сонети, издателство Дамян Яков, 2009 г., превод Валери Петров
- Сонети, издателство Захарий Стоянов, 2014 г., двуезично издание с преводи от Владимир Свинтила, Валери Петров и Евгения Панчева
- Сонети (Sonnets), издателство Колибри, 2016 г., превод Кирил Кадийски